# Robert Lefkowitz

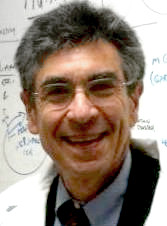
Robert Lefkowitz

Robert Joseph Lefkowitz (* 15. April 1943 in New York City, New York) ist ein US-amerikanischer Biochemiker und Professor an der Duke University in Durham, North Carolina. 2012 wurde ihm gemeinsam mit Brian Kobilka der Nobelpreis für Chemie „für ihre Studien zu G-Protein-gekoppelten Rezeptoren“ zuerkannt.

## Leben
Lefkowitz’ Eltern Max und Rose Lefkowitz waren Nachkommen jüdischer Emigranten, die im späten 19. Jahrhundert aus Polen in die USA gekommen waren. 1962 erwarb er einen Bachelor in Chemie und 1966 einen M.D., beides an der Columbia University in New York City. Anschließend arbeitete er als Assistenzarzt (Intern, später Assistant Resident) am Columbia-Presbyterian Medical Center, bevor er 1968 als Forschungsassistent zu Jesse Roth und Ira Pastan (* 1931) an das National Institutes of Health in Bethesda, Maryland, gewechselt war. 1970 erhielt er eine Anstellung als Senior Resident am Massachusetts General Hospital in Boston, Massachusetts. Seit 1973 hat Lefkowitz eine Professur am Duke University Medical Center in Durham, North Carolina, inne – zunächst als Assistant Professor, seit 1977 als ordentlicher Professor. Seit 1976 übernimmt er zusätzlich Forschungsarbeiten für das Howard Hughes Medical Institute in Durham.
Lefkowitz ist verheiratet und hat fünf Kinder.

## Wirken
Lefkowitz konnte Struktur, Funktion und Regulation des Beta-Adrenozeptoren als Modell für die Verbindung zwischen G-Protein-gekoppelter Rezeptoren und cyclischem AMP und gleichzeitig die molekularen Mechanismen der Katecholamin-Wirkung aufklären. Seine Arbeiten eröffneten das Feld für die Erforschung verschiedener physiologischer und pathophysiologischer Zustände und ihrer medikamentösen Behandlung. Neuere Arbeiten befassen sich mit β-Arrestinen.

## Auszeichnungen (Auswahl)
- 1978 Passano Young Scientist Award[1]
- 1978 John J. Abel Award
- 1988 Gairdner Foundation International Award[2]
- 1988 Mitgliedschaft in der National Academy of Sciences
- 1988 Mitgliedschaft in der American Academy of Arts and Sciences[3]
- 2001 Jessie Stevenson Kovalenko Medal
- 2001 Pasarow Award
- 2001 Fred Conrad Koch Award
- 2003 Endocrine Regulation Prize
- 2006 George M. Kober Lectureship
- 2007 National Medal of Science[4]
- 2007 Shaw Prize in Life Science and Medicine[5]
- 2007 Albany Medical Center Prize[6]
- 2009 BBVA Foundation Frontiers of Knowledge Award
- 2011 George M. Kober Medal
- 2012 Nobelpreis für Chemie